# Guillermo Ogaz
Guillermo Ogaz war ein chilenischer Fußballspieler. Der Stürmer wurde 1935 Torschützenkönig der chilenischen Primera División und gewann drei Meisterschaften. 

## Karriere
Guillermo Ogaz, auch unter seinem Spitznamen El Tripa bekannt, begann seine Karriere im Mai 1931 beim CSD Colo-Colo gegen die Liverpool Wanderers, wo er beim 7:1-Erfolg zwei Tore erzielte. Er war jedoch nicht für das Spiel registriert und der Verband Asociación de Santiago entschied zugunsten der Wanderers. Ogaz bestritt kein weiteres Spiel für Colo-Colo, sondern wechselte zu Deportivo Ñuñoa, das im Oktober 1932 mit dem CD Magallanes fusionierte. Mit Magallanes gewann der Offensivakteur die ersten drei Meisterschaften der neu geschaffenen Primera División und wurde 1935 mit zwölf Toren gemeinsam mit Aurelio Domínguez von Colo-Colo Torschützenkönig. Ogaz war zudem der erste Spieler im professionellen Fußball Chiles, dem sechs Tore in einem Spiel gelangen. Am 10. November 1934 war ihm dieses Kunststück beim 14:1-Sieg gegen Santiago National gelungen.

## Erfolge
Magallanes
- Chilenischer Meister: 1933, 1934, 1935

## Auszeichnungen
- Torschützenkönig der Primera División: 1935